# Raymond Fellay
Raymond Fellay (ur. 16 stycznia 1932 w Verbier, zm. 29 maja 1994 w Sionie) – szwajcarski narciarz alpejski, wicemistrz olimpijski i wicemistrz świata.

## Kariera
Największy sukces w karierze Raymond Fellay osiągnął w 1956 roku, kiedy podczas igrzysk olimpijskich w Cortina d’Ampezzo zdobył srebrny medal w biegu zjazdowym. W zawodach tych rozdzielił na podium dwóch Austriaków: Toniego Sailera oraz Andreasa Molterera. Do zwycięzcy Szwajcar stracił 3,5 sekundy, a jego przewaga nad Moltererem wyniosła 0,5 sekundy. Na tych samych igrzyskach zajął ponadto jedenaste miejsce w slalomie, a rywalizację w slalomie gigancie zakończył na 27. pozycji. Były to jego jedyne starty olimpijskie. Igrzyska w Cortina d’Ampezzo były równocześnie mistrzostwami świata, w ramach których rozegrano dodatkowo kombinację alpejską. W konkurencji tej Fellay zajął czwarte miejsce, przegrywając walkę o brązowy medal ze Szwedem Stigiem Sollanderem o 1,47 pkt.
Po zakończeniu kariery został trenerem, prowadził między innymi reprezentację Szwajcarii podczas igrzysk olimpijskich w Squaw Valley w 1960 roku. Zajmował się także polityką na szczeblu lokalnym oraz promocją turystyki. Jeszcze 1956 roku otworzył sklep odzieżowy Fellay Mode & Sport boutique, prowadzony obecnie przez jego dzieci. Zmarł 29 maja 1994 roku na raka.

## Osiągnięcia

### Igrzyska olimpijskie
| Miejsce | Dzień       | Rok  | Miejscowość       | Konkurencja | Czas biegu | Strata  | Zwycięzca   |
| ------- | ----------- | ---- | ----------------- | ----------- | ---------- | ------- | ----------- |
| 27.     | 29 stycznia | 1956 | Cortina d’Ampezzo | Gigant      | 3:00,1 min | +23,8 s | Toni Sailer |
| 11.     | 31 stycznia | 1956 | Cortina d’Ampezzo | Slalom      | 3:14,7 min | +7,4 s  | Toni Sailer |
| 2.      | 3 lutego    | 1956 | Cortina d’Ampezzo | Zjazd       | 2:52,2 min | +3,5 s  | Toni Sailer |

### Mistrzostwa świata
| Miejsce | Dzień       | Rok  | Miejscowość       | Konkurencja | Czas biegu | Strata     | Zwycięzca   |
| ------- | ----------- | ---- | ----------------- | ----------- | ---------- | ---------- | ----------- |
| 27.     | 29 stycznia | 1956 | Cortina d’Ampezzo | Gigant      | 3:00,1 min | +23,8 s    | Toni Sailer |
| 11.     | 31 stycznia | 1956 | Cortina d’Ampezzo | Slalom      | 3:14,7 min | +7,4 s     | Toni Sailer |
| 2.      | 3 lutego    | 1956 | Cortina d’Ampezzo | Zjazd       | 2:52,2 min | +3,5 s     | Toni Sailer |
| 4.      | 3 lutego    | 1956 | Cortina d’Ampezzo | Kombinacja  | 0,00 pkt   | +18,39 pkt | Toni Sailer |